# Maybe Tomorrow (The Jackson 5)
Maybe Tomorrow è il quinto album in studio dei Jackson 5, pubblicato il 12 aprile 1971 dalla Motown Records. Pubblicato dopo il successo della ballata di successo "I'll Be There", la maggior parte dei brani dell'album sono ballate, con pochi brani dance. L'album include i singoli di successo "Never Can Say Goodbye" e "Maybe Tomorrow". Anche se non ha avuto lo stesso successo finanziario delle prime tre uscite dei Jackson 5, Maybe Tomorrow contiene alcuni dei materiali più campionati e coverizzati nel catalogo del gruppo. L'album è rimasto per sei settimane al primo posto nella classifica statunitense degli album soul.

## Tracce
1. Maybe Tomorrow – 4:41 (The Corporation)
2. She's Good – 2:59 (The Corporation)
3. Never Can Say Goodbye – 2:57 (Clifton Davis)
4. The Wall – 3:03 (Larson, Marcellino, Sawyer)
5. Petals – 2:34 (The Corporation)
6. Sixteen Candles – 2:45 (Dixon, Khent)
7. (We've Got) Blue Skies – 3:21 (Bee, Clark, Stephenson, Wilkinson)
8. My Little Baby – 2:58 (The Corporation)
9. It's Great to Be Here – 2:59 (The Corporation)
10. Honey Chile (cover di un brano di Martha and the Vandellas) – 2:45 (Richard Morris, Sylvia Moy)
11. I Will Find a Way (The Corporation)